# Astronomie chinoise
Cet article traite de l'astronomie chinoise. L'histoire de cette astronomie se confond en partie avec celle de l'astrologie chinoise.

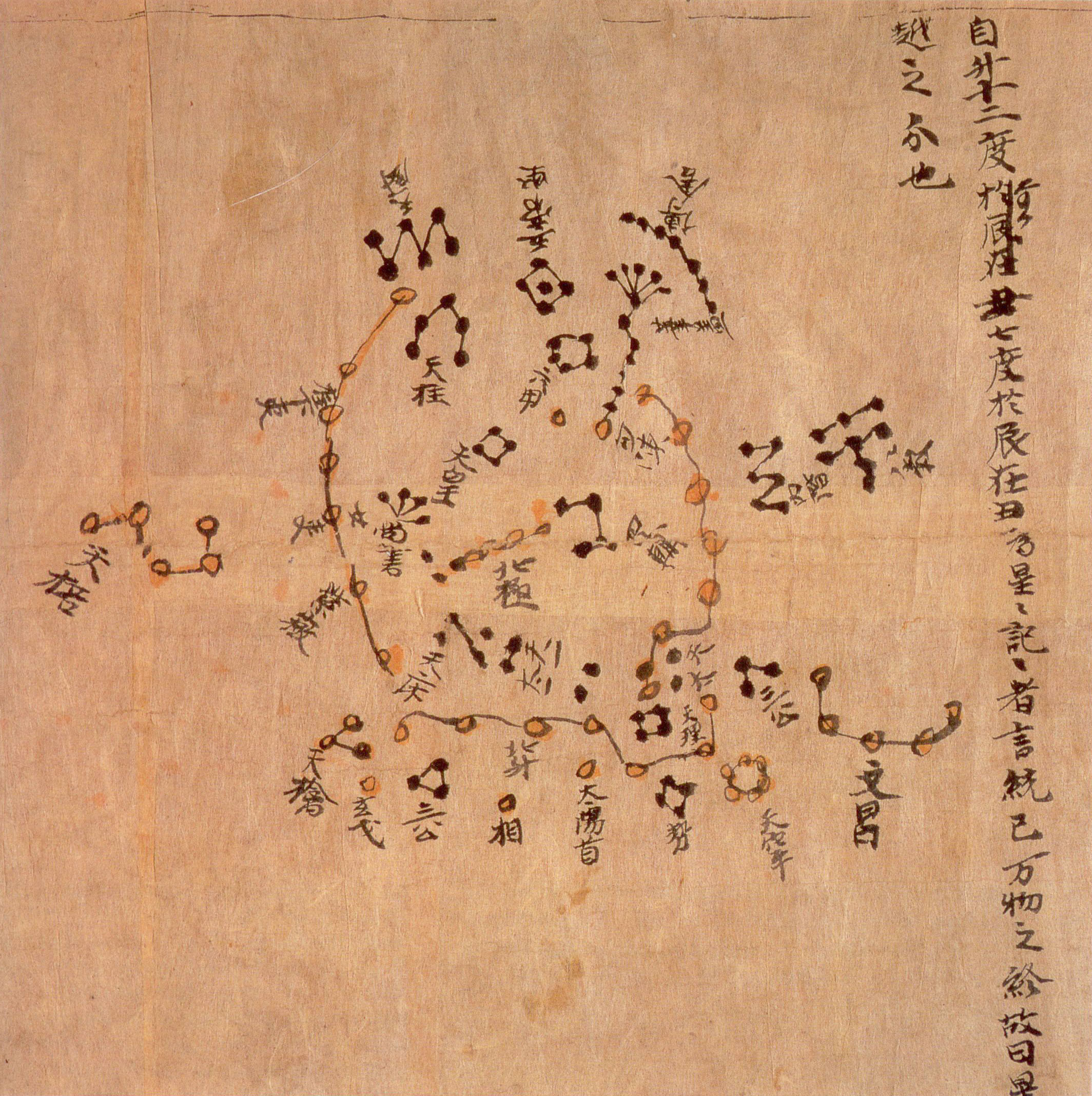
La carte de Dunhuang est l'une des premières représentations graphiques connues des étoiles de l'astronomie chinoise antique. Elle a été composée vers 649-684, sous la dynastie Tang.

L’astronomie chinoise s'est développée sur plusieurs siècles et s'est longtemps montrée en avance sur celle du monde occidental. Un très grand nombre d'observations antérieures à la fin du Moyen Âge sont sans comparaison avec ce qui se faisait dans le monde occidental. Une des finalités du développement de l'astronomie était de nature divinatoire. L'article astrologie chinoise porte sur l'interprétation symbolique associée aux différents astres mentionnés ici.

## Documents transmis
Un grand nombre de documents chinois couvrant une grande partie de l'histoire de cette région depuis l'an -3000 jusqu'à la dynastie des Ming (XVIIe siècle) sont parvenus jusqu'à nous (voir Vingt-Quatre Histoires). Certains d'entre eux comportent des traités astronomiques, et quelques-uns font mention de diverses observations jugées notables pour les astronomes de l'époque, comme les étoiles invitées ou diverses conjonctions planétaires.
| Document     | période couverte | Note                                                          |
| ------------ | ---------------- | ------------------------------------------------------------- |
| Hanshu       | de -206 à 9      | Mentionne l'étoile invitée de l'an -4                         |
| Hou Hanshu   | de 23 à 220      | Mention SN 185                                                |
| Jinshu       | de 220 à 420     | Mentionne l'étoile invitée de 369, ainsi que SN 386 et SN 393 |
| Songshu      | de 220 à 479     | Mentionne l'étoile invitée de 369, ainsi que SN 386 et SN 393 |
| Weishu       | de 377 à 533     |                                                               |
| Suishu       | de 502 à 618     |                                                               |
| Jiu Tangshu  | de 618 à 907     |                                                               |
| Xin Tangshu  | de 618 à 907     | Mentionne les étoiles invitées de 837                         |
| Jiu Wudaishi | de 907 à 960     |                                                               |
| Xin Wudaishi | de 907 à 960     |                                                               |
| Song Shi     | de 960 à 1279    | Mentionne SN 1006, SN 1054 et SN 1181                         |
| Jin Shi      | de 1127 à 1234   | Mentionne SN 1181                                             |
| Mingshi      | de 1368 à 1644   |                                                               |

## Découpage du ciel
Contrairement à l'astronomie occidentale qui s'est à l'origine basée sur l'écliptique, région où se meuvent les planètes ainsi que la Lune et le Soleil, l'astronomie chinoise est basée sur un système de coordonnées équatoriales. L'équateur céleste a ainsi été divisé en plusieurs régions, au même titre que l'écliptique fut découpée en douze signes du zodiaque. La bande équatoriale est subdivisée en 28 régions appelées loges lunaires, qui présentent la propriété d'être de taille extrêmement variée, allant de 33 degrés pour la plus large (Dongjing), à moins d'un degré pour la plus étroite. La raison d'une telle disparité n'est pas connue à ce jour (2007). Chacune des frontières entre loges lunaires est repérée par une étoile de référence, la frontière correspondant au méridien reliant cette étoiles aux pôles célestes. Ces étoiles référentes sont situées au voisinage de l'équateur céleste, mais à des déclinaisons variables. 
À chaque loge lunaire était associé un astérisme de taille modeste, comprenant l'étoile référente de la loge lunaire. L'astérisme portait le même nom que la loge lunaire correspondante, mais empiétait en général sur la loge voisine. Selon les cas, une référence au nom d'une loge lunaire peut correspondre à la loge elle-même (c'est-à-dire une bande d'ascension droite) ou au seul astérisme. La mesure de la largeur de chaque loge lunaire a été soigneusement effectuée par les astronomes chinois. Du fait de la précession des équinoxes et de la façon dont étaient définies les loges lunaires, la largeur de chacune d'elles était soumise à des variations. En particulier, la loge la plus étroite, Zuixi a peu à peu été réduite, jusqu'à virtuellement disparaître vers 1280. C'est l'observation de ce phénomène qui a amené les astronomes chinois à découvrir la précession des équinoxes quoique significativement plus tard que l'astronome grec Hipparque.
Le reste de la sphère céleste a également fait l'objet d'une division en divers astérismes, à l'image des constellations de l'astronomie occidentale. Néanmoins ces astérismes étaient significativement plus petits, leur nombre total se montant à environ 283. La localisation générale de ces astérismes est connue, mais leur composition exacte est sujette à caution, les positions exactes des étoiles les composant étant rarement données. De plus, la plupart des cartes du ciel parvenues jusqu'à nous dessinent les astérismes de façon relativement stylisée, rendant leur localisation générale aisée, mais leur composition exacte difficile, d'autant que les cartes ne représentent pas les étoiles différemment en fonction de leur magnitude apparente. Les seules cartes classant effectivement les étoiles en fonction de leur brillance datent du XVIe siècle, date à laquelle des astronomes jésuites avaient interagi avec les astronomes chinois. Les auteurs de ces cartes n'étant pas identifiés, il est difficile de savoir si elles représentent fidèlement les astérismes traditionnels des astronomes chinois, ou l'interprétation que se faisaient les astronomes jésuites de ceux-ci. Même des astérismes simples et comprenant un faible nombre d'étoiles comme Wangliang et Nanmen voient leur composition exacte sujette à débat à l'heure actuelle. La détermination de la composition exacte de ces astérismes représente un intérêt aujourd'hui pour l'identification de la localisation exacte de certains phénomènes astronomiques, notamment des « étoiles invitées » (en pratique des novae, supernovae et comètes) dont l'observation était soigneusement notée. En pratique, les astérismes situés au voisinage de l'écliptique sont les mieux identifiés, car la mention du déplacement des planètes au sein de ceux-ci permet en général d'en dessiner les contours précis.
La façon dont le découpage du ciel a été opéré n'est pas connue avec précision. Il n'existe pas de carte complète du ciel (complète pour un observateur situé aux latitudes de l'empire chinois, c'est-à-dire ne descendant pas en dessous d'une déclinaison de -55 degrés) avant le VIIe siècle. Les cartes plus anciennes sont parcellaires ou montrent seulement un petit nombre d'astérismes. On estime cependant que la cartographie détaillée (avec les moyens de l'époque) de la voûte céleste date du IVe siècle avant notre ère. La carte du ciel bien conservée la plus ancienne est une gravure sur pierre de taille imposante (un mètre de largeur pour deux de hauteur) qui date de 1247. Elle est aujourd'hui conservée au musée de la ville de Suzhou. Une autre carte du même type date de 1395, et est visible au palais Doksu de Séoul en Corée du Sud. Son étude révèle cependant qu'elle correspond à la configuration du ciel vers l'an -25 avant notre ère (déterminée grâce à la position exacte du pôle nord céleste en tenant compte de la précession des équinoxes), ce qui laisse penser que la cartographie du ciel était déjà bien avancée dès cette époque.

## Calendrier et découpage du temps
Le calendrier utilisé dans le monde chinois était de nature luni-solaire, c'est-à-dire composé d'un nombre entier de mois lunaires. Chaque mois commençait au jour prédit de la nouvelle lune, contrairement aux calendriers du monde arabe, dont le début des mois lunaires dépendait de l'observation du premier croissant de lune. Douze mois lunaires représentant moins qu'une année tropique complète, un mois intercalaire était rajouté à un certain moment de l'année tous les deux ou trois ans. L'année était divisée en saisons, mais contrairement aux calendriers occidentaux, les saisons étaient centrées sur les solstices et les équinoxes et non séparées par eux. La dernière saison de l'année était l'hiver, centré sur le solstice d'hiver, aussi l'année commençait-elle aux environs du mois de février actuel, ou fin janvier. En fait, le nombre de mois de l'année (c'est-à-dire l'adjonction d'un mois intercalaire cette année-là) était déterminé par la contrainte que le solstice d'hiver se produise lors du onzième mois.
Les années étaient en général numérotées à partir de l'accession au trône de l'empereur du moment, et parfois selon diverses époques de ce règne.
En sus de ce calendrier était également utilisé un cycle de 60 jours nommé ganzhi. Les jours de ce cycle étaient nommés suivant deux groupes de syllabes, le premier groupe (tiangan, litt. « tiges célestes ») en comprenant dix et le second (dizhi, litt. « branches terrestres ») douze, mais seule une combinaison sur deux étant valide. Très souvent, les dates sont données en terme du calendrier[pas clair] luni-solaire et se voient accompagnées da la position de jour correspondant du ganzhi. Cette double dénomination rend plus facile aujourd'hui la conversion des dates selon le calendrier grégorien.
La journée était basée sur plusieurs subdivisions, les deux plus communes étant les shi, périodes d'égale durée de deux heures et les ke, correspondant à un centième de jour (soit environ 14 minutes et 24 secondes). Le premier shi était centré sur le minuit en temps solaire, correspondant donc à la période de 23h à 1h. Les noms de ces shi étaient les mêmes que ceux des dizhi utilisés pour repérer les jours dans le cycle sexagésimal du ganzhi. La date civile changeait à minuit, à l'exception notable des observations astronomiques, qui étaient toutes datées du jour précédent la nuit d'observation. Une subdivision alternative du déroulement de la nuit était le geng, correspondant à cinq subdivisions de durée identique de la nuit. La durée d'un geng était par contre variable au cours de l'année (de 1h40 à 2h40 pour la latitude de 35 degrés du centre de la Chine), du fait de la variation annuelle de la durée des jours et des nuits. La période de la journée commençait au lever astronomique du Soleil et se terminait au coucher de celui-ci. De façon conventionnelle, une période d'aube et de crépuscule de trois ke était reconnue, correspondant au crépuscule civil actuel.

## Noms donnés aux astres

### Planètes
Chacune des cinq planètes visibles à l'œil nu s'est vu attribuer deux noms par les astronomes chinois. L'un d'eux possédait une dimension astrologique, l'autre était associé à la symbolique des cinq éléments de la philosophie chinoise (bois, eau, feu, terre et métal), au même titre que plusieurs thématiques chacune recoupée en cinq catégories :
- Mercure : Chenxing (chinois : 辰星, pinyin : chénxīng, littéralement « étoile pressée »), Shuixing (水星, pinyin : shuǐxīng, littéralement « étoile d'eau »),
- Vénus : Taibai (太白, pinyin : taìbaí, littéralement « grand blanc »), Jinxing (金星, pinyin : jīnxīng, littéralement « étoile de métal »),
- Mars : Yinghuo (荧惑, pinyin : yínghuò »), Huoxing (火星, pinyin : huǒxīng, littéralement « étoile de feu »),
- Jupiter : Suixing (岁星, pinyin : suìxīng, littéralement « étoile de l'année »), Muxing (木星, pinyin : mùxīng, littéralement « étoile de bois »),
- Saturne : Zhenxing (鎮星, pinyin : zhènxīng, littéralement « étoile exorciste »), Tuxing (土星, pinyin : tǔxīng, littéralement « étoile de terre »).

### Lune et Soleil
- Soleil : Ri (日, pinyin : rì), Taiyang (太阳, pinyin : taìyáng)
- Lune : Taiyin (太陰, pinyin : taìyīn), Yue (月, pinyin : yuè)

## Astronomes chinois célèbres
- Gan De (chinois : 甘德 ; Wade : Kan Te, IVe siècle av. J.-C.)
- Guo Shoujing (chinois : 郭守敬; pinyin: Guō Shǒujìng; Wade-Giles: Kuo Shou-ching, nom de courtoisie Ruosi : 若思, 1231-1316)
- Shen Kuo (chinois : 沈括 ; pinyin : Shěn Kuò, Wade-Giles Shen K'uo, EFEO Chen K'ouo), Shen Guo, Shen Kua ou encore Shen Gua, 1031-1095)
- Shi Shen (chinois : 石申 ; Wade : Shih Shen, IVe siècle av. J.-C.)
- Su Song (chinois traditionnel : 蘇頌, pinyin : Sū Sòng, prénom social : Zirong子容, 1020-1101)
- Xu Guangqi (en chinois traditionnel « 徐光啟 », en chinois simplifié « 徐光启 », en pinyin « Xú Guāngqǐ », aussi appelé Zixian (子先) et Xuanhu, 1562-1633)
- Zhang Heng (張衡, Pinyin : Zhāng Héng, EFEO : Tchang Heng, Wade-Giles : Chang Heng, 78-139)